# チノ・モレノ
カミロ・ウォン・"チノ"・モレノ（Camillo Wong "Chino" Moreno、1973年6月20日 - ）は、アメリカ合衆国カリフォルニア州サクラメント出身のロックミュージシャン。デフトーンズのボーカリストとして知られる。シャウト・スクリーム・ホイッスルボイスや、妖艶なウェットボイスなどが特徴。
メキシコ系の父とメキシコ/中国系の母の間に生まれる。ミドルネームは彼の母方の祖父ドン・ウォン（Don Wong）からとられている。「チノ」はニックネームで、スペイン語の「中国人（chino）」に由来する。高校の同級生だったエイブ・カニングハムとステファン・カーペンターと共に1988年にデフトーンズを結成する。
バンド外ではほぼソロ活動とも言えるチーム・スリープもでも活動(活動休止中)。他アーティストに楽曲を提供したりコラボする際はポニーワンの名義を使用する。また他のサイドプロジェクトとしてFarのギタリストShaun Lopezなどと共にCrosses名義のEPを2011年にリリースした。2012年には元アイシスのメンバーであるJeff Caxide、Aaron Harris、Clifford MeyerとPalmsを結成した。

## ディスコグラフィー

### チーム・スリープ
- チーム・スリープ (セルフタイトル) - Team Sleep (Selftitled) (2005)

### Crosses
- Crosses (Selftitled EP) (2011)
- EP2 (2012)

### Palms
- Palms (Selftitled Album) (2013年)

## 他アーティスト作品へのゲスト参加曲
- Wicked - コーンのアルバム『Life Is Peachy』に収録
- Paralytic - デッド・ポエティックのアルバム『Vices』に収録
- Bender - セヴンダストのアルバム『Home』に収録
- Reprogrammed To Hate - ホワイトチャペルのアルバム『A New Era Of Corruption』に収録
- Surrender Your Sons - ノーマ・ジーンのアルバム『The Anti-Mother』に収録
- Caviar - ダンス・ギャヴィン・ダンスのアルバム『Dance Gavin Dance』に収録
- Embers - ラム・オブ・ゴッドのアルバム『VII: Sturm und Drang』に収録